# Малак (Казахстан)
Мала́к (каз. Малақ) — село у складі Урджарського району Абайської області Казахстану. Входить до складу Науалинського сільського округу.
Населення — 507 осіб (2021; 635 у 2009, 708 у 1999, 877 у 1989).
Національний склад станом на 1989 рік:
- казахи — 100 %